# Kasimir Felix Badeni

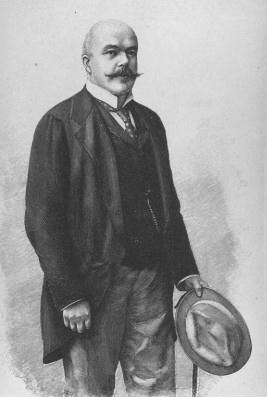
Kasimir Felix Graf Badeni

Kasimir Felix Graf von Badeni (poln. Kazimierz Feliks hrabia Badeni; * 14. Oktober 1846 in Surochów bei Jaroslau, Galizien; † 10. März 1909 in Krasne, Galizien) war ein polnisch-österreichischer Verwaltungsjurist und Politiker. Er war von 1888 bis 1895 k.k. Statthalter im Königreich Galizien und Lodomerien sowie von 1895 bis 1897 Ministerpräsident des österreichischen Teils der k.u.k. Monarchie. Bekannt ist er für die Badenische Wahlrechtsreform und die Badenische Sprachenverordnung vom 5. April 1897 im Spannungsfeld des Nationalitätenkampfes des Vielvölkerstaates.

## Leben
Kasimir Felix Graf von Badeni war ein Abkömmling der polnischen Hochadelsfamilie Badeni, die verschiedenen Überlieferungen zufolge „wlachische“ oder italienische Vorfahren hat und seit dem 16. Jahrhundert über Güter in Galizien verfügte. Sein Vater Ladislaus Graf Badeni (1818–88) war Großgrundbesitzer und wurde 1870 ins Abgeordnetenhaus des österreichischen Reichsrates gewählt. Seine Mutter Cäcilie stammte aus der ursprünglich schottischen Grafenfamilie Mier und war die Tochter des österreichischen Gesandten in den Niederlanden.
Kasimir von Badeni schloss sein juristisches Studium an der Universität Krakau mit dem Doktorat ab und trat 1866 in den österreichischen Staatsdienst ein. Er arbeitete im Innenministerium (galizische Abteilung) und im Ackerbauministerium, wurde 1871 Bezirkshauptmann in Żółkiew (Ostgalizien), dann in Rzeszów. 1879 wurde er Statthaltereidelegat in Krakau (d. h. Bezirkshauptmann des Bezirks Krakau) und erhielt den Titel eines Hofrats. 1886 bis 1888 lebte er auf seinen Gütern (Surochów und Busk).

Familienwappen der Badeni

Badeni wurde 1888 von Kaiser Franz Joseph I. zum k.k. Statthalter im Königreich Galizien und Lodomerien ernannt. Er folgte am 30. September 1895 auf Wunsch des Kaisers Erich Graf Kielmansegg in das Amt des k.k. Ministerpräsidenten (Ministerium Badeni). Angesichts der durch seine Sprachenverordnung ausgelösten Unruhen (siehe unten) reichte Badeni am 28. November 1897 ein Rücktrittsgesuch ein, auf Grund dessen das Ministerium Badeni zwei Tage später vom Kaiser seines Amtes enthoben wurde.
Anlässlich der Enthebung drückte Franz Joseph am 30. November 1897 in einem tags darauf veröffentlichten Allerhöchsten Handschreiben  Badeni für seine „hingebungsvolle Treue“, für „beharrlichen, opferwilligen Pflichteifer“ und für „loyale Ergebenheit und Anhänglichkeit“ seinen „wärmsten, anerkennendsten Dank“ aus und versicherte ihn seines „aufrichtigen, unwandelbaren Wohlwollens“. Anschließend lebte er auf seinem Gut im ostgalizischen Busk in der heutigen Ukraine. Badeni starb auf der Heimreise von einer Kur in Karlsbad, wenige Kilometer vor Busk.
Sein Sohn Ludwik Józef Władysław Badeni war mit Alice Elisabeth Ankarcrona (1889–1985) verheiratet, einer Tochter des schwedischen Adeligen Oscar Carl Gustav Ankarcrona, die im Jahre 1920 nach dem Tod ihres Gatten in zweiter Ehe den ehemaligen österreichischen Erzherzog Karl Albrecht von Habsburg-Altenburg heiratete.

## Badenische Wahlrechtsreform
Als Ministerpräsident (30. September 1895–30. November 1897) leitete er 1896 eine Wahlrechtsreform ein. Es wurde eine fünfte allgemeine Wählerklasse für alle über 24 Jahre alten männlichen Staatsbürger eingeführt. Die bis dahin existierenden vier Wählerklassen waren: Großgrundbesitz, Städte, Handels- und Gewerbekammern sowie Landgemeinden. Die neue – fünfte – Wählerklasse umfasste 72 der 425 Mandate des Abgeordnetenhauses. Als Folge dieser Reform erfuhr das Abgeordnetenhaus eine Vergrößerung und eine politische Umschichtung fand statt, da insbesondere Sozialdemokraten und Christlichsoziale von der neuen Wählerklasse profitierten.
Die Badenische Wahlrechtsreform führte zu einer völligen Umgestaltung der österreichischen Parteienlandschaft: Hatten sich bis dahin die Abgeordneten im Rahmen des Systems der Honoratiorenparteien im Parlament zu eher losen Fraktionen zusammengeschlossen, so machten die nunmehr veränderten Erfordernisse der Wählermobilisierung die Herausbildung fest gefügter, straff organisierter Massenparteien notwendig. Damals bildeten sich jene drei politischen Lager heraus, welche die innenpolitische Landschaft Österreichs bis in die 1980er Jahre prägen sollten: Sozialdemokraten, Christlichsoziale und Deutschnationale (welchen die Bildung einer einheitlichen politischen Partei, der Großdeutschen Volkspartei, erst 1919 gelang). Insbesondere Sozialdemokraten und Christlichsoziale fanden ihre Anhänger in der neuen allgemeinen Wählerklasse, konnten mit einer ihrer wahren Bedeutung entsprechenden Stärke aber erst ins Parlament einziehen, nachdem das Frauenwahlrecht 1918 eingeführt wurde.

## Badenische Sprachenverordnung

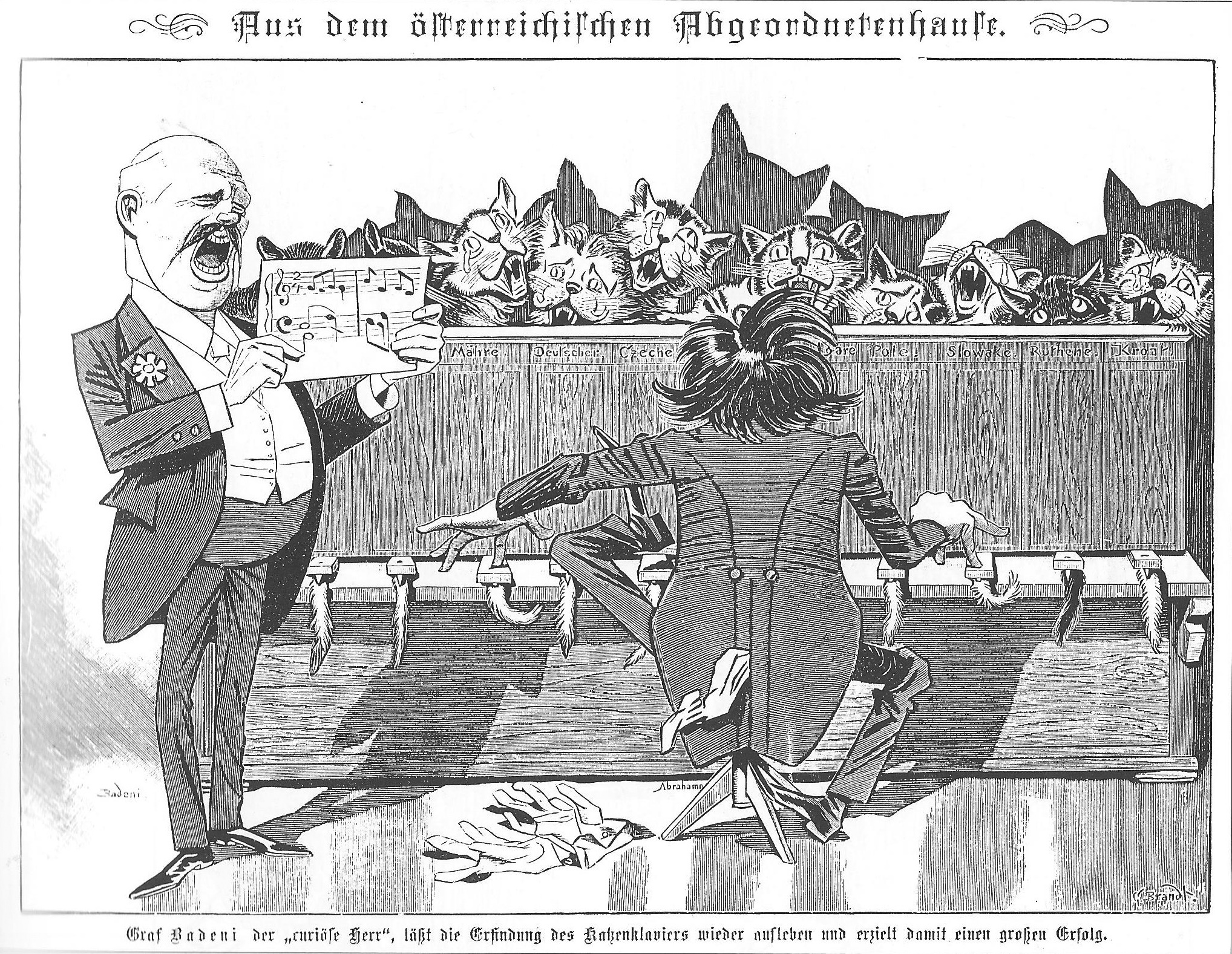
Gustav Brandt: Badenis Katzenmusik

Nach der Niederlage im Deutschen Krieg von 1866 war die politisch geschwächte Herrschaftsschicht Österreichs gezwungen, den Ungarn (Magyaren) entgegenzukommen, die zwar die Krone anerkannten, aber nicht von einer Regierung in Wien abhängig sein wollten. Dies geschah durch den 1867 erreichten österreichisch-ungarischen Ausgleich.
Das ungarische Beispiel vor Augen, verlangten nun auch andere, slawische Nationalitäten innenpolitische Eigenständigkeit. Insbesondere die tschechische Nationalbewegung war enttäuscht, dass ihre Loyalität zu Österreich im Krieg von 1866 nicht mit der Gleichstellung mit den Deutschen und Ungarn der Monarchie belohnt wurde (Österreichisch-Tschechischer Ausgleich). Die Deutschen in der Donaumonarchie dagegen empfanden die Bemühungen um eine verstärkte Eigenständigkeit der tschechischen Kultur immer stärker als existentielle Herausforderung. Einen ersten Höhepunkt fand diese Auseinandersetzung im Streit um das Tschechische als Behördensprache neben dem Deutschen in Böhmen und Mähren.
Als k.k. Ministerpräsident bewirkte Badeni in seiner Funktion als Innenminister die Verordnung der Minister des Innern, der Justiz, der Finanzen, des Handels und des Ackerbaues vom 5. April 1897 betreffend die sprachliche Qualifikation der bei den Behörden in Böhmen angestellten Beamten. Die Verordnung war von Innenminister Badeni, Finanzminister Leon Biliński, Ackerbauminister Johann von Ledebur-Wicheln, Justizminister Johann Nepomuk Gleispach und Handelsminister Hugo Glanz von Eicha unterzeichnet. Eine ähnliche Verordnung machten die fünf Minister am 22. April 1897 in Mähren kund.
Zuvor hatte Justizminister Karl von Stremayr 1880 gemeinsam mit k.k. Ministerpräsident Eduard Taaffe die Stremayrschen Sprachenverordnungen erlassen. Damit wurde, wie der christlichsoziale Publizist Friedrich Funder später erläuterte, die äußere Dienstsprache festgelegt: Verwaltungsbehörden und Gerichte in Böhmen und Mähren hatten die Pflicht, „mündliche und schriftliche Parteienvorbringungen in derselben Landessprache, in der sie erfolgt waren, zu erledigen; allgemeine Kundmachungen, soweit sie nicht einzelne Bezirke oder Gemeinden betrafen, hatten doppelsprachig zu sein.“
Badenis Verordnung bezog sich nun auf die innere Dienstsprache, „die auch im inneramtlichen Verkehr die Behandlung mündlicher oder schriftlicher Parteianfragen und Eingaben anstatt in der bisherigen ausschließlich deutschen Behandlung in der Sprache des Vorbringers verlangte.“ Daraus folgte die Bestimmung, dass in Zukunft alle Beamten beide Landessprachen zu beherrschen hatten und vom 1. Juli 1901 an nur Bewerber aufgenommen werden sollten, die beider Sprachen mächtig waren. 1896 erhielt Badeni die Ehrendoktorwürde der Philosophischen Fakultät der Universität Lwów.

## Badeni-Krawalle
In den 77 deutschen Gerichtsbezirken (von insgesamt 216) erhob sich ein Proteststurm, weil die deutschen Beamten nur selten Tschechisch konnten und deshalb ein Zustrom der gewohnt zweisprachigen tschechischen Beamten befürchtet wurde.
Es kam vor und nach den sommerlichen Parlamentsferien zu Ausschreitungen im Reichsrat und zu Massendemonstrationen in Wien, Graz und Prag (Badeni-Krise).
Eine offizielle Wiener Polizeichronik, die sich vor allem auf den November 1897 bezog, bewertete die Ereignisse in der Zwischenkriegszeit so: „Im alten nationalen Kampfe zwischen Deutschen und Slawen lösten … die Versuche Badenis, den Slawen Vorrechte einzuräumen, gewaltige, den Staat bis ans Mark erschütternde Vulkanausbrüche aus. Wache [gemeint war die Sicherheitswache] mußte in aufreibendem und opfervollem Kampfe die Ruhe herstellen.“ Nach dem Zweiten Weltkrieg waren die Badeni-Krawalle in Wien in einem Text aus gleicher Quelle nur mehr Beispiel für „die nationalen Demonstrationen unter Führung der Studentenschaft“ und für „die häufigen deutschnationalen Kundgebungen gegen die Tschechen“.

## Bis 1918 ungelöstes Problem
Österreich geriet nun in eine Staatskrise, die k.k. Ministerpräsidenten wechselten in kurzer Folge. Die Sprachenverordnung wurde von Badenis Nachfolger im Amt, Freiherr Paul Gautsch von Frankenthurn, am 24. Februar per 15. März 1898 gemildert und schließlich am 14. Oktober 1899 von Ministerpräsident Manfred von Clary-Aldringen ganz aufgehoben. Funder kommentierte: „Bis 1900 waren seit 1897 drei Regierungen – Gautsch, Thun und Clary-Aldringen – an der Hinterlassenschaft Badenis verblutet. Graf Clary hatte die Sprachenverordnungen beseitigt und gegen die deutsche und tschechische Obstruktion eingetauscht.“
Es wurde daher teilweise mit Notverordnungen regiert, über Prag wurde der Ausnahmezustand verhängt. Die Sprachenverordnungen waren auch der äußere Anlass für die Deutschnationalen um Georg Ritter von Schönerer, die Los-von-Rom-Bewegung zu proklamieren.
Ein österreichisch-tschechischer Ausgleich wurde zwar weiterhin angestrebt, jedoch nie erreicht. Die Deutschen Böhmens und Mährens beanspruchten, obwohl dort in der Minderheit, gemeinsam mit den Deutschen in den deutschsprachigen Kronländern (dem späteren Deutschösterreich) die Führung in Cisleithanien und lehnten die innenpolitische Eigenständigkeit Böhmens und Mährens ab. Dieser Konflikt konnte bis zum Ende des Ersten Weltkrieges nicht gelöst werden. Das deutsche Element war allerdings im Herbst 1918 zu schwach, die nunmehr komplette Unabhängigkeit der neuen Tschechoslowakei zu verhindern oder die beanspruchten deutsch besiedelten Randgebiete Böhmens und Mährens tatsächlich zu gewinnen.